# Document Type Definition
Визначення Типу Документа (англ. Document Type Definition, DTD) включає два поняття:
- Термін, що застосовується для опису схеми документу чи його частини мовою схем DTD.
- Мова схем DTD (DTD schema language) — штучна мова, яку використовують для запису фактичних синтаксичних правил метамови розмітки тексту SGML та XML. З моменту її впровадження інші мови схем для специфікацій, такі як XML Schema та RELAX NG, випускаються з додатковою функціональністю.

Задає можливу структуру для XML-документів:
1. як можуть називатися елементи
2. як вони можуть один в одного входити
3. які у кожного елемента можуть бути атрибути

Через певні відмінності між XML та SGML, застосування DTD також має певні особливості в залежності від мови цільового документа.
Зараз йде відмова від використання DTD в XML-технології по ряду причин:
1. Відсутня підтримка просторів імен.
2. Використовується відмінний від XML синтаксис
3. Відсутня типізація вузлів.

DTD визначає дійсні будівельні блоки XML-документа. Вона визначає структуру документа зі списком перевірених елементів та атрибутів. DTD може бути оголошено у XML-документі або як зовнішнє посилання.
На зміну DTD прийшов стандарт консорціуму W3C XML Schema.

## Підключення DTD в XML-документ
Перший спосіб(в самому XML-документі)
```
<?xml version="1.0"?>

<!DOCTYPE configuration [

       <!ELEMENT configuration …>

            …

]>

<
 
configuration
 
>
 … 
</
 
configuration
>

```

Другий спосіб(окремий файл)
```
<!DOCTYPE configuration SYSTEM "config.dtd">

```

Третій спосіб(вказання простору імен)
```
<!DOCTYPE configuration SYSTEM "http://myserver.com/config.dtd">

```

## Опис схеми документа
DTD описує схему документа для певної мови розмітки через набір оголошень (об'єктів-параметрів, елементів та атрибутів), що описують його клас (чи тип) з точки зору синтаксичних обмежень цього документу. Також DTD може оголошувати конструкції, які не завжди необхідні для визначення структури документа, але натомість можуть впливати на інтерпретацію певних документів.

### Оголошення об'єктів-параметрів
Оголошення об'єкта-параметра визначає макрос певного типу, на який можна посилатися і який може бути розгорнутий де-небудь в DTD. Ці макроси можуть не з'являтися в самому документі, а бути лише в DTD. Якщо на об'єкт-параметр посилаються за ім'ям з DTD, то він розгортається в стрічку, в якій вказано вміст цього об'єкта.
Приклади:
```
<!ENTITY % fontstyle "TT | I | B | BIG | SMALL">

```

Об'єкт-параметр fontstyle містить в собі групу тегів TT | I | B | BIG | SMALL.
```
<!ENTITY % inline "#PCDATA | %fontstyle; | %phrase; | %special; | %formctrl;">

```

Об'єкт-параметр inline містить в собі текстові дані та ще три об'єкта-параметра phrase, special та formctrl.

### Оголошення елементів
<!ELEMENT     імя_елемента   вміст >
Оголошення елементів утворюють перелік дозволених назв елементів в документі, а також зазначає інформацію щодо тегів (чи є вони обов'язковими) та моделі вмісту для кожного елемента.
Різні ключові слова та символи визначають вміст елемента:
| Правило               | Опис |
| E*                    | будь-яку кількість елементів (0 і більше елементів E)                                                           |
| E+                    | принаймні один елемент (1 і більше елементів E)                                                                 |
| E?                    | необов'язкова наявність елемента (0 або 1)                                                                      |
| E1\|E2\|…\|En         | Один з елементів Е1, Е2, …, Еn                                                                                  |
| E1, E2, …, En         | Елемент E1, за яким слідують E2, …, En                                                                          |
| #PCDATA               | Текст |
| (#PCDATA\|E1\|…\|En)* | 0 або більше текстових елементів і елементи Е1, Е2, …, EN, розташовані в довільному порядку (змішане утримання) |
| ANY                   | Будь-який дочірній вузол(будь-який вміст)                                                                       |
| EMPTY                 | Немає дочірних вузлів(пустий вміст)                                                                             |

- Якщо немає *, + або ? — елемент повинен бути тільки один

Приклади:
```
<!ELEMENT title (#PCDATA)>

```

```
<!ELEMENT DL - - (DT|DD)+>

```

Елемент DL має містити один або більше елементів DT чи DD в будь-якому порядку.
```
<!ELEMENT FORM - - (%block;|SCRIPT)+ -(FORM)>

```

Елемент FORM має містити в собі один або більше елементів з об'єкта-параметра block чи елементи SCRIPT в будь-якому порядку, проте виключена можливість містити ще один елемент FORM.

### Оголошення атрибутів
<!ATTLIST елемент атрибут тип атрибуту властивості >
З кожним елементом DTD-документа можна зіставити список атрибутів. Для цього використовується директива !ATTLIST, в якій зазначаються ім'я елемента, з яким може бути зіставлений список атрибутів і параметри кожного атрибута: його ім'я, тип і властивості за умовчуванням.
Оголошення атрибутів являє собою дозволений набір атрибутів для кожного визначеного елемента, а також зазначає інформацію щодо типу значень атрибутів (чи одразу вказаний список можливих значень) та інформацію щодо потреби встановлювати значення атрибутів за умовчанням.
Наприклад:
```
<!ATTLIST MAP name CDATA #IMPLIED >

<!ATTLIST person number CDATA #REQUIRED>

```

В цьому прикладі визначений атрибут name для елемента MAP. Він не є необхідним.
Існують такі типи атрибутів:
- CDATA (Character set of data) — значенням атрибута можуть бути будь-які символьні дані
- ID — значенням атрибута повинен бути унікальний ідентифікатор елемента
- IDREF — значенням елемента є посилання на елемент по його ID
- IDREFS — теж що і IDREF, але з можливістю посилань не по одному ідентифікатору, а за кількома
- NMTOKEN — значенням атрибута може бути послідовність символів, в чомусь схожа з ім'ям (звідси і назвою — name token). Це рядок, яка містить будь-яку комбінацію тих символів, які дозволено використовувати для імен XML.
- NMTOKENS — значенням атрибута є список значень
- ENTITY — значення використовується для посилання на зовнішню сутність.
- ENTITIES — дозволяє задати список зовнішніх сутностей, розділених пробілами.
- NOTATION — значенням атрибута може бути одна з раніше визначених нотацій
- NOTATIONS — дозволяє задати список нотацій.
- Listings і NOTATION-listings
- ENUMERATION — задає список можливих альтернатив значень.

Існують такі властивості за умовчуванням:
1. IMPLIED — значення атрибута вказувати не обов'язково;
2. REQUIRED — значення атрибута обов'язково повинно бути зазначено;
3. FIXED — значення цього атрибута задано як константа в DTD і в документі не може бути змінено;
4. деяке конкретне значення, яке використовується за умовчанням.

## Визначення сутності
Визначення типів документа (DTD) також можна використовувати для декларації спеціальних символів і символьних рядків, які використовуються в XML документі.Сутність складається з трьох частин: амперсанда (), імені сутності і крапки з комою (;).
<! ENTITY імя_сутності "сутність">
Приклад:
<!ENTITY myname "Дмитро Денисов">
Програма-аналізатор, переглядаючи в першу чергу вміст області DTD- визначень, опрацює цю інструкцію і при подальшому розборі документа буде використовувати вміст DTD- компонента в тому місці, де буде зустрічатися його назва. Тобто тепер в документі ми можемо використовувати вираз &myname; , Яке буде замінено на рядок «Дмитро Денисов».

Приклад:
```
<!ENTITY writer "Donald Duck.">

<!ENTITY copyright "Copyright W3Schools.">

```

В XML-документі:
```
<
author
>
&writer;&copyright;
</
author
>

```

у браузері відображатись XML-документ буде так:
Donald Duck.Copyright W3Schools.

## Зв'язок документа з певним DTD
Щоб пов'язати документ з певним DTD, треба на початку тексту документа зазначити елемент DTD.
В залежності від місцезнаходження DTD, DTD можуть бути двох видів:
- Внутрішня підмножина DTD

Набір оголошень DTD міститься в самому тексті документа. Наприклад:
```
<!DOCTYPE foo [ <!ENTITY greeting "helloworld">
 ]>
 

<!DOCTYPE bar [ <!ENTITY greeting "helloworld">
 ]>

```

- Зовнішня підмножина DTD

Набір оголошень DTD міститься в окремому текстовому файлі з розширенням .dtd
В такому разі посилання на файл можна робити через публічний ідентифікатор та (або) через системний ідентифікатор. Наприклад:
```
<!DOCTYPE html PUBLIC "-//W3C//DTD XHTML 1.0 Transitional//EN"

"http://www.w3.org/TR/xhtml1/DTD/xhtml1-transitional.dtd">

```

## Приклад
Приклад дуже простого XML DTD, що описує список людей:
```
<! ELEMENT people_list (person *)>

<! ELEMENT person (name, birthdate ?, gender, social security number?)>

<! ELEMENT name (#PCDATA)>

<! ELEMENT birthdate (#PCDATA)>

<! ELEMENT Gender (#PCDATA)>

<! ELEMENT socialsecuritynumber (#PCDATA)>

```

Починаючи з першого рядка:
1. Елемент <people_list> містить будь-яке число елементів <person>. Знак <*> означає що можливо 0, 1 або більше елементів <person> всередині елемента <people_list>.
2. Елемент <person> містить елементи <name>, <birthdate >,<gender >і< socialsecuritynumber>. Знак <?> Означає що елемент необов'язковий. Елемент <name> не містить <?>, Що означає що елемент <person> обов'язково повинен містити елемент <name>.
3. Елемент <name> містить дані.
4. Елемент <birthdate> містить дані.
5. Елемент <gender> містить дані.
6. Елемент <socialsecuritynumber> містить дані.

Приклади XML-документа, що використовує цей DTD:
```
<?xml version="1.0" encoding="UTF-8"?>
 

<!DOCTYPE people_list SYSTEM "example.dtd">

<
people_list
>

   
<
person
>

      
<
name
>

         Fred Bloggs
      
</
name
>

      
<
birthdate
>

         27/11/2008
      
</
birthdate
>

      
<
gender
>

         Male
      
</
gender
>

      
<
socialsecuritynumber
>

         1234567890
      
</
socialsecuritynumber
>

   
</
person
>

</
people_list
>

```

```
<?xml version="1.0"?>

<!DOCTYPE note [

<!ELEMENT note (to,from,heading,body)>

<!ELEMENT to (#PCDATA)>

<!ELEMENT from (#PCDATA)>

<!ELEMENT heading (#PCDATA)>

<!ELEMENT body (#PCDATA)>

]>

<
note
>

<
to
>
Tove
</
to
>

<
from
>
Jani
</
from
>

<
heading
>
Reminder
</
heading
>

<
body
>
Don't forget me this weekend
</
body
>

</
note
>

```